# علي عمران
علي عمران (18 يوليو 1985 في باكستان - ) هو لاعب كريكت باكستاني. شارك مع منتخب باكستان للكريكت.

## وصلات خارجية
- علي عمران على موقع إي آس بي آن كريك إنفو (الإنجليزية)